# Yên Cường, Ninh Bình
	Yên Cường		là một xã thuộc tỉnh Ninh Bình, Việt Nam. Trụ sở xã nằm cách phường Hoa Lư - trung tâm tỉnh lỵ Ninh Bình 16 km về phía Đông.		
Theo Nghị quyết số 1674/NQ-UBTVQH15 ngày 16/6/2025 về sắp xếp các đơn vị hành chính cấp xã của tỉnh Ninh Bình năm 2025, 	sắp xếp xã Yên Nhân và xã Yên Lộc (huyện Ý Yên), xã Yên Phúc, xã Yên Cường thành xã mới có tên gọi là xã Yên Cường.	Xã Yên Cường	có diện tích:	32,44	km², 	dân số:	42.810	người, mật độ dân số: 	1320	người/km². 	
Đây là đơn vị có diện tích xếp thứ:	31	, số dân xếp thứ: 	17	và mật độ dân số xếp thứ: 	49	trong số 129 xã, phường ở Ninh Bình.  
Xã này nằm trên Quốc lộ 37B, 37C và cũng là nơi có sông Đáy,  sông Đào chảy qua.

## Địa lý - Hành chính
Địa giới hành chính xã Yên Cường ,phía Bắc giáp với Yên Lương; phía Nam giáp với xã Yên Nhân; phía Đông giáp với xã Yên Lộc và phía Tây giáp với xã Yên Thắng.
Diện tích tự nhiên của xã 8,1 km², dân số vào khoảng.11.353 người vào năm 2022.
Xã được phân thành các thôn: Trực Mỹ, Duyên Mỹ, Nhân Lý, Phúc Xá, Mậu Lực, Tâm Bình, Thắng Lợi, Quyết Tiến, Đông Mẫu, Phúc Lâm, Nguốn. Trung tâm hành chính của xã Yên Cường là thôn Phúc Xá nằm trên huyện lộ 57b Phạm Văn Nghị.

## Lịch sử
Nơi đây là vùng đất màu mỡ được kiến tạo từ phù sa bồi đắp bởi hai con sông Hồng và sông Đáy. Trước năm 1965, đơn vị hành chính ở đây gọi là xã 'Quốc Tuấn. Năm 1965, xã Yên Cường được thành lập trên cơ sở sáp nhập hai xã Yên Vượng và Yên Cường.
Là nơi lưu đậm dấu ấn văn minh lúa nước của vùng đồng bằng châu thổ sông Hồng nên từ xa xưa nhân dân Yên Cường đã lập nhiều đình, đền thờ các đấng thần linh trong thiên nhiên như: thần mưa, thần nắng, thần sấm sét, thần gió giúp cho mùa màng tốt tươi, mưa thuận gió hoà. Ngoài ra các di tích còn là nơi tôn vinh công đức của các bậc tiền nhân, các danh nhân văn hoá của quê hương. Hiện toàn xã có 8 ngôi đình, đền, chùa và 2 nhà thờ tổ. Tiêu biểu như: Đình, Chùa Đống Cao Thượng thờ Thủy tộc Long Vương - Thủy thần tạo mưa gió giúp dân làng có nước cày cấy; Đình Vò Trại, làng Minh Đức thờ Thiên Lôi; Đình Vụ Ngoại, Đình Đông Cao Hạ thờ Vua Triệu Quang Phục; Đền Thái Long thờ Hưng Đạo Đại Vương Trần Quốc Tuấn; Đình, Chùa An Lạc thờ Tiến sĩ Nguyễn Phục - Danh tướng thời Vua Lê Nhân Tông… Đình, Chùa Đống Cao Thượng là di tích lịch sử - văn hoá được Nhà nước xếp hạng năm 2005.
Hằng năm, cứ vào dịp đầu xuân hay tiết trời sang thu mát mẻ, nhân dân trong các làng lại tưng bừng mở hội. Tiêu biểu là hội làng Đống Cao, hội làng Vụ Ngoại được tổ chức vào ngày 15-8 âm lịch; hội làng Điền, hội làng An Đăng được tổ chức theo mùa trong năm; hội làng Minh Đức diễn ra vào dịp tháng 10 âm lịch… Tuỳ theo tín ngưỡng, phong tục của từng làng, mỗi lễ hội đều có những nét văn hoá riêng. Lễ hội thường có 2 phần gồm phần lễ và phần hội. Phần lễ được tổ chức trang trọng, uy nghiêm theo nghi thức tâm linh nhằm tưởng nhớ công lao của các nhân thần trong truyền thuyết hoặc thủy tổ các dòng họ có công với dân làng, với quê hương. Trong phần lễ có nghi thức rước kiệu quanh làng và nghi lễ tế thánh linh thiêng. Phần hội diễn ra các trò chơi dân gian độc đáo mà làng nào cũng có là thi đấu cờ tướng, hát ca trù, chầu văn và ngâm, bình thơ phú. Đặc biệt, tại phần hội còn diễn ra các môn thể thao thi đấu như: bóng chuyền, kéo co, vật võ…
Chùa Đề làng Cồn Dâu, nổi tiếng linh thiêng, chùa có bảo tháp cao 11 tầng
Di tích lịch sử văn hoá Đình, Chùa Đống Cao Thượng, xã Yên Cường
Căn cứ vào thần tích, câu đối đại tự tại đình thì vào đời Vua Hùng thứ 6, Thủy tộc Long Vương được Vua Hùng giao cho trấn thủ vùng đất Sơn Nam. Ông thường gần gũi với nhân dân, giúp dân trong làng chống lại thiên tai, giặc loạn nên được dân làng lập đền thờ và phong là Thánh Bốn. Hằng năm, Thánh Bốn thường hiển linh vào ngày 13 tháng Giêng âm lịch ban mưa, gió giúp đồng ruộng của nhân dân có nước cày cấy, mùa màng bội thu. Đình Đống Cao Thượng trước kia chỉ là ngôi miếu nhỏ để nhân dân địa phương và thuyền, bè qua lại vùng cửa biển Đại Nha xưa thờ cúng. Ngày nay, đình được mở rộng và phối thờ Đức Thánh Trần và các tộc họ. Tại di tích hiện còn lưu giữ được 3 đạo sắc phong triều Nguyễn phong cho Thánh Bốn là Đức Minh Giám Đại Vương cùng nhiều đồ thờ tự có giá trị như: ngai và bài vị thờ Thánh Bốn, bức trướng “Hoàng đế mỹ tự” của vua ban, đại tự cuốn thư, chuông đồng niên hiệu Tự Đức 12 (1859)… Lễ hội Đình Đống Cao Thượng được tổ chức 3 năm một lần từ ngày 11 đến hết ngày 16 tháng Giêng âm lịch kỷ niệm ngày sinh của Thủy tộc Long Vương. Trong lễ hội diễn ra các nghi thức: tế nhập tịch, tế thánh, rước kiệu, tế tạ, tục yến lão cùng các trò chơi dân gian: đánh cờ người, leo cầu ngô… Đặc biệt, trong ngày kỵ Thánh 13 tháng Giêng âm lịch, ngay từ sáng sớm, các tộc trưởng và các bậc cao niên 6 giáp trong làng tổ chức rước bát nhang và khí tự trong cung cấm ra sân đình làm lễ tế. Các gia đình trong mỗi dòng họ chuẩn bị lễ vật như: bánh chưng, bánh dầy, xôi nén, chè kho, hoa quả… để dâng thánh, tế cẩn thần linh. Sau đó là nghi thức rước nước từ ngã ba sông Đào và sông Chanh. Đi đầu đoàn rước là đội cờ, đội chấp kích, đội múa sư tử, phụ kiệu cùng các tín đồ phật tử, các chức sắc tôn giáo và đông đảo nhân dân hoà cùng âm thanh của tiếng trống, tiếng nhạc, não bạt, thanh la rộn rã… Năm nào cũng vậy, hội làng Đống Cao diễn ra trò chơi vật cầu (cướp cầu) đầu xuân thu hút đông đảo nhân dân địa phương và các xã lân cận về tham dự. Tương truyền đây là hình thức cầu mưa của dân làng. Cầu gồm ba quả được làm bằng gỗ hình tròn, sơn son. Ngày thường, các quả cầu được đặt trên ban thờ trong cung cấm tại Đình Đống Cao Thượng. Trong ngày hội, cầu được thủ nhang rước ra sân đình làm lễ, tổ chức vật cầu. Mỗi giáp trong làng cử 10-12 thanh niên khoẻ mạnh, nhanh nhẹn, cởi trần, đầu quấn khăn đỏ để tham gia trò chơi. Mâm cầu xoay, trong ba quả cầu, quả nào rơi xuống trước được ban tổ chức lựa chọn để mọi người vật cầu. Trong số những người tham dự, người giáp nào cướp được cầu thì phải tìm cách ném cầu vào hố sâu 1m với sự cản trở của 3 thanh niên giáp khác. Ai cho được cầu xuống hố đúng quy định là người thắng cuộc. Trò chơi vật cầu đầu xuân đã trở thành nét đẹp văn hoá dân gian độc đáo, đáp ứng nhu cầu tâm linh, ước nguyện cầu may, cầu phúc, cầu tài trong nhân dân.

Phiên chợ Đống Cao
Cùng với giá trị tín ngưỡng, nét đẹp văn hoá truyền thống ở Yên Lộc còn thể hiện sâu sắc qua những hình ảnh làng quê như: giếng làng, chợ quê, cây đa, cây gạo đại thụ… Nằm ngay sát dòng sông Đào, trên đường Trần Nhân Tông, Yên Lộc, Chợ Đống Cao có vị trí đắc địa ngay sát dòng sông Đào, là nơi giao thương với các xã bên, huyện bạn và Thành phố Nam Định, chợ Đống Cao đóng vai trò quan trọng trong việc phục vụ đời sống hằng ngày của nhân dân trong vùng. Chợ họp vào các ngày mồng 2, 5, 8 âm lịch và bày bán rất nhiều loại hàng hóa khác nhau, từ nải chuối, buồng cau, đến gia súc, gia cầm, hàng tiêu dùng, công cụ sản xuất...
Không ai nhớ chợ Đống Cao có từ bao giờ, nhưng chỉ biết, đã từ lâu nó là nơi trao đổi, buôn bán hàng hóa; đồng thời là điểm gặp gỡ giao lưu của nhân dân địa phương. Đến với chợ Đống Cao, chúng ta còn cảm nhận được không khí vui tươi, phấn khởi sau những giờ lao động, sản xuất vất vả của nhân dân địa phương.
Có lẽ ấn tượng nhất đối với mỗi người dân Yên Lộc là cứ đến phiên chợ cuối năm của ngày 28 tết ai cũng hí hửng chờ đến sáng được đi chợ Đông Cao để sắm cho mình những thứ cần thiết của ngày tết. Mặc dù, không mua gì nhưng cứ được đi chợ Đông Cao vào ngày 28 tết để được cảm nhận không khí của ngày tết thì hầu như ai nấy đều rất vui.

Hai cây gạo hơn 300 tuổi tại cổng làng Đống Cao Hạ, Yên Cường
Hai cây gạo của làng Đống Cao Hạ từng là niềm tự hào của người dân nơi đây. Cứ vào cuối tháng 3 âm lịch hàng năm, hoa gạo “cháy” đỏ rực trời. Theo các cụ cao niên trong làng, 2 cây gạo có từ khi dựng ngôi chùa Đống Cao Hạ, đến nay đã ngót 300 năm. Thân cây 3 người ôm không xuể. Trải qua thời gian, 2 cây gạo vẫn đứng sừng sững giữa trời. Trong tâm khảm mỗi người dân làng Đống Cao Hạ, 2 cây gạo vừa là hiện thân của sự vươn lên, khỏe khoắn, vững chãi, vừa là miền ký ức đẹp và thân thương. Vậy nhưng, vào cuối năm 2011, 2 cây gạo bỗng dưng héo dần, rụng lá và chết. Dù dân làng, các chuyên gia trong và ngoài nước đã dùng mọi cách để cứu chữa nhưng bất thành.
Thương xót cây cổ thụ của làng buộc phải đốn hạ, TS. Arbor Carbon Paul Barber đã nảy ra ý tưởng làm hồi sinh 2 cây gạo của làng Đông Cao bằng các tác phẩm nghệ thuật. Thân 2 cây gạo được cắt khúc, chở tới trường Đại học Mỹ thuật Công nghiệp Hà Nội để 18 nghệ sĩ tìm và lựa những khúc gỗ phù hợp với ý tưởng của mình. 3 tuần làm việc ròng rã dưới thời tiết nóng nực, các nghệ sĩ đã sáng tạo ra nhiều tác phẩm điêu khắc sinh động từ thân cây gạo. Việc tạo tác các tác phẩm khá vất vả, bởi gỗ gạo thuộc nhóm gỗ tạp, không mấy người sử dụng loại gỗ này để làm đồ gia dụng cũng như điêu khắc. Đấy là chưa kể, cây gạo đã tồn tại hàng trăm năm và chết vì mục ruỗng lại càng gây nhiều khó khăn cho người nghệ sĩ.
Nhưng nhờ vào đôi bàn tay khéo léo, óc sáng tạo, các nhà điêu khắc đã lựa theo những mấu tròn trên thân cây, những vết sâu ăn nham nhở để đục, đẽo, tạo dáng cho thân cây gạo trở thành các tác phẩm nghệ thuật. Cá biệt, nhà điêu khắc Phạm Sinh đã dùng ngay những chỗ sâu mục để gửi gắm ý tưởng của mình. Anh chia sẻ “Cây gạo của làng mang nhiều ý nghĩa tâm linh nên khi bắt tay vào thực hiện, tôi cảm nhận được rất rõ trách nhiệm của người nghệ sĩ để cây mang một linh hồn mới, một đời sống mới. Tôi đã tận dụng những miếng gỗ vứt đi vì sâu ăn để biến thành tác phẩm có dáng vút cao với ý nghĩa, vượt lên trên nỗi đau về thể xác, cây gạo vẫn tồn tại”.
Hầu hết các tác phẩm tại triển lãm “Hồi sinh cây gạo” đều được thể hiện theo lối trừu tượng. Thời gian để các nhà điêu khắc hoàn thành tác phẩm khá gấp gáp. Thế nhưng, đã xuất hiện những tác phẩm có chất lượng, nhỏ gọn và xinh xắn. Nhà điêu khắc Lưu Danh Thanh, Chủ tịch Hội đồng nghệ thuật chuyên ngành Điêu khắc, Hội Mỹ thuật Việt Nam đánh giá: “Các nghệ sĩ đã biến 2 cây gạo đã chết thành các tác phẩm nghệ thuật sống mãi với thời gian. Các tác phẩm đều mang vẻ đẹp riêng và điều quan trọng là khiến người xem cảm thụ và chấp nhận được cái đẹp đó. Rõ ràng, cây gạo giờ đây không chỉ còn là niềm tự hào của người dân làng Đống Cao Hạ mà đã là niềm tự hào của các nhà điêu khắc, các khán giả yêu nghệ thuật. Từ thân cây mục ruỗng, một khúc gỗ tưởng như sẽ bỏ đi đã được bàn tay tài hoa của các nghệ sĩ tái sinh thành đời sống mới, đời sống nghệ thuật.
Hồ Đống Cao Thượng là hồ nước ngọt tự nhiên, hồ nằm trong khuôn viên Di tích lịch sử Đình Ông Bốn đã được xếp hạng . Năm 2023 nhân dân Làng Đống Cao Thượng đã đóng góp tiền của, công sức để cải tạo và xây dựng cảnh quan xung quanh hồ. Hồ Đống Cao Thượng không chỉ là điểm đến yêu thích của du khách thập phương mà nơi này còn mang giá trị lịch sử văn hóa quý báu của bà con Làng Đống Cao Thượng nói riêng và nhân dân quanh vùng nói chung. Hàng ngày, người dân trong làng có thể tản bộ quanh hồ, tập thể dục, hay ngồi ngắm cảnh thư giãn.

## Giao thông
Xã có dự án quốc lộ 37C nối từ Quốc lộ 37B tại Ý Yên đi qua Cát Đằng - Phố Cháy - Yên Phương vượt sông Đáy tới Gián Khẩu, Me, Nho Quan (Ninh Bình) và kết thúc tại đường Hồ Chí Minh ở Lạc Thủy (Hòa Bình). Trục quốc lộ 37C khởi đầu và chạy ngang qua địa phận xã hiện đang được xây dựng. Tiếp giáp với đường quốc lộ 37C là Quốc lộ 37B (đường 56 cũ), đây là hai con đường huyết mạch trong huyện Ý Yên. Ngoài ra còn có đường Đanh nối đường 57b xuống sông Đào, con đường Đanh hay đúng hơn là con đường Đinh (gọi Đanh để tránh phạm húy) vì con đường này được làm vào thời nhà Vua Đinh Tiên Hoàng trị vì. Hệ thống giao thông nông thôn của xã đã hoàn chỉnh cuối năm 2013 và vừa được hoàn tất quá trình tu sửa mở rộng rất khang trang vào năm 2018

## Kinh tế
Đất Yên Cường khi xưa là biển Đông,trong quá trình bồi đắp lấn biển tự nhiên của hai con sông Hồng và sông đáy, đất đai màu mỡ phù sa bồi đắp hình thành, đất Yên Cường rất thích hợp với các loại cây hoa màu như lúa nước, lạc, ngô, khoai....Có lợi thế tập trung nhiều trường học (trường mầm non, tiểu học, thcs, thpt), chợ, bưu điện, bệnh viện, đền chùa và các cơ quan, ngân hàng nhà nước. toàn xã hiện có 2 cây ATM phục vụ nhu cầu tài chính cho người dân xã và nhiều xã lân cận, Yên Cường còn đang phát triển mạnh lĩnh vực buôn bán, dịch vụ. Hiện nay, kinh tế của xã đang hội nhập rất mạnh với nền kinh tế thị trường trong và ngoài nước

## Văn hóa - Giáo dục
- Trường cấp ba Phạm Văn Nghị (trước kia là trường PTTH B ý Yên).
- Trường thcs Khiếu Năng Tĩnh.
- 2 trường cấp 1: A Yên cường(năm 1967 được vinh dự đón Bác Tôn Đức Thắng về thăm) và B Yên Cường (nay gộp thành một)
- Trường mầm non Hoàng Anh và Hoạ My đạt chuẩn cấp tỉnh.
- Năm 2019 hai trường tiểu học và mầm non của xã đã hợp nhất làm một lấy tên chung là trường tiểu học Yên Cường và trường mần non Yên Cường

## Danh nhân nổi bật
Quê hương Yên Cường có truyền thống hiếu học từ lâu đời. Nơi đây đã sản sinh ra nhiều vị tướng tài ba, danh nhân văn hoá. Tiêu biểu như cụ Nguyễn Huy Địch (có tài liệu ghi là Nguyễn Địch) quê xã Vụ Sài, huyện Đại An nay là làng Vụ Ngoại, đỗ Đệ Tam giáp đồng Tiến sĩ khoa Nhâm Tuất, niên hiệu Đại Bảo 3 (1442) giữ chức quan Tả thị lang thời Vua Lê Thái Tông; Tiến sĩ Lê Quý Doãn Trọng làm quan tri huyện Trung Thuận, tỉnh Thanh Hoá; Tiến sĩ Nguyễn Phục, Đô uý Tướng quân Ngô Đăng Đàn (thời Hậu Lê)… Ngoài ra còn có các vị Tú tài như: Lê Văn Đích (làng Đại Đồng), Ngô Văn Củng, Ngô Phúc Quỳnh, Ngô Phúc Cơ (làng Đống Cao), Nhất Thản (làng Hồng Thái), Nhì San, Nhì Văn, Nhất Thư, Nhất Cuông (làng Điền)…
- Khiếu Năng Tĩnh (sinh 1835), đỗ Đệ tam giáp đồng Tiến sĩ khoa thi năm 1880, từng quan triều Nguyễn, trải qua các chức vụ Đốc học Nam Định, Đốc học Hà Nội, Hàn lâm viện thị Học sĩ, Tư nghiệp rồi Tế tửu Quốc Tử Giám.
- Yên Cường còn là quê ngoại của nhà toán học, danh sĩ Lương Thế Vinh.
- Hậu duệ nhà Đinh còn có Đinh Xuân Lành (làng Cời) phó ban tuyên giáo Trung ương, Chủ tịch mặt trận Tổ quốc Việt Nam tỉnh Nam Định.
- Trung tướng phó giáo sư Khiếu Anh Lân, tư lệnh mặt trận 479, Giám đốc Học viện Đà Lạt 1991-1995
- Hoàng Văn Cường là tiến sĩ kinh tế học, phó giáo sư, đại biểu quốc hội Việt Nam khóa XIV, thuộc đoàn đại biểu Hà Nội, Phó hiệu trưởng Trường Đại học Kinh tế Quốc dân
- Nguyễn Chương - Đại Đồng - Nguyên Phó Chủ tịch tỉnh Lai Châu

- Phạm Văn Trường - Ninh Tiến - Lữ đoàn trưởng, Giám đốc công ty XD 99, Tổng công ty Xây dựng Trường Sơn, Bộ Quốc phòng

- Đinh Văn Hùng - Minh Đức - Phó Giám đốc công ty XD 99, Tổng công ty Xây dựng Trường Sơn, Bộ Quốc phòng

- Trần Văn Phi - Ninh Tiến - Phó Giám đốc Ban Quản lý Đầu tư và Xây dựng Thủy lợi 7, Bộ NNPTNT

- Nguyễn Thượng Hải (31/12/1972) - Xã Yên Lộc, huyện Ý Yên, tỉnh Nam Định - Tỉnh ủy viên, Bí thư Huyện ủy Cư M’gar, tỉnh Đắk Lắk.

- Hoàng Văn Quản - Yên Thái - Vụ trưởng Vụ KHTC, Tổng cục Khí tượng thủy văn, Bộ TNMT

- Phạm Văn Nghĩa - Hồng Thái - Phó Giám đốc công ty Sông Đà 7

## Danh hiệu
- Anh hùng lực lượng vũ trang thời kỳ chống Pháp (2005)
- Anh hùng Lao động thời kỳ đổi mới (2005).
- Anh hung

## Di tích - Danh thắng
- Đình Đá (thôn Thước Vụ) thờ Triệu Việt Vương (chữ Hán: 趙越王; ?-571), tên thật là Triệu Quang Phục (趙光復), là vua Việt Nam cai trị từ năm 548 đến năm 571. Ông có công kế tục Lý Nam Đế đánh đuổi quân xâm lược nhà Lương, giữ nền độc lập cho nước Vạn Xuân. Năm 571, ông bị Lý Phật Tử đánh úp và thua trận. Ông tự trầm mình ở cửa sông Đáy (nay là ngã ba sông Độc Bộ xã Yên Nhân,Ý Yên,Nam Định).

Hội chính diễn ra ngày 13 tháng Tám âm lịch hàng năm. Lễ hội rất đông người dân tham gia những trò chơi đặc sắc như bịt mắt đập niêu,kéo co,đua thuyền trên hồ,võ vật và đặc biệt là môn cờ tướng sân rộng.

## Xin mọi người khi chỉnh sửa trang thông tin  Yên Cường cần tôn trọng tác giả. Xin cảm ơn.
1. ↑  Tổng cục Thống kê
2. ↑  Nghị quyết của Quốc hội về sắp xếp các đơn vị hành chính cấp xã của tỉnh Ninh Bình năm 2025